# Пано Патриклиев
Пано Иванов Патриклията (Патриклиев, Патраклиев) е български революционер, деец на Върховния македоно-одрински комитет и на Вътрешната македоно-одринска революционна организация.

## Биография
Пано Патриклиев е роден на 16 юни 1878 година в щипското село Патрик, тогава в Османската империя. Завършва четвърто отделение в Ново село, след което работи като каруцар. През 1903 година се присъединява към върховистката чета на Славчо Ковачев. След март 1903 година е в четата на Боби Стойчев, а след 1904 година в тази на Мише Развигоров. Участва в голямото сражение при Лезово на 10 януари 1905 година. До началото на Балканските войни е четник при Стоян Мишев.
При избухването на Балканската война в 1912 година е македоно-одрински опълченец. Служи в четата на Иван Бърльо, 2 рота на 15 щипска дружина, и се сражава в Тракия. През Първата световна война служи в 10 рота на Пети пехотен македонски полк. Ранен е на 26 ноември 1917 година от аероплан в Горни Порой по време на служба. Установява се да живее в Кюстендил, където след 1944 година става член на Отечествения фронт. Жив е към 1951 година.